# Thaumatolpium kuscheli
Espèce
Thaumatolpium kuscheli est une espèce de pseudoscorpions de la famille des Garypinidae.

## Distribution
Cette espèce est endémique de la région d'Atacama au Chili. Elle se rencontre vers Huasco et Freirina.

## Description
Les mâles mesurent de 2,3 à 2,7 mm et la femelle 3,5 mm.

## Étymologie
Cette espèce est nommée en l'honneur de Guillermo Kuschel.

## Publication originale
- Beier, 1964 : Die Pseudoscorpioniden-Fauna Chiles. Annalen des Naturhistorischen Museums in Wien, vol. 67, p. 307-375 (texte intégral).